# Будлянський Олексій Михайлович
Будля́нський Олексій Михайлович (нар. 1763, Санкт-Петербург — пом. 27 грудня 1819, Київ) — малоросійський (український) поміщик, меценат.

## Життєпис
Олексій народився в сім'ї Михайла Власовича Будлянського й Софії Валькевич, дочки генерального осавула. Мав брата Петра. Протягом 1774–80 років навчався у Пажеському корпусі, закінчивши його зі званням поручника. Служив в армії: флігель-ад'ютант при генерал-фельдмаршалі графі К. Розумовському, а відтак полковник (до 1804). 
Будлянському належали с. Пантусів Стародубського повіту, маєтки в Чемерах і Срібному й 4 тис. кріпаків. Отто фон Гун, який восени 1805 р. навідав Малоросію, зазначав, що в поміщика замалим не кожний господар має пару волів, стільки ж корів, 10–15 овець, а іноді й коня, майже ніхто із його селян не скаржиться на безхліб'я, а коли таке й бува, то зерно дається без займу; селянин працює на власника лише третій тиждень, якщо ж у нього 3 синів, то тільки один з них йде на панщину.  

## Меценатство
Утримував хорову капелу і кріпацький струнно-духовий оркестр. З оркестром виступали й відомі західноєвропейські музиканти, як-от Бернгард Ромберг й Фердинанд Ріс. Капельмейстером служив Джоакіно Альбертіні. 
1818 р. О. Будлянський взяв участь у викупі Михайла Щепкіна з кріпацтва, внісши 100 рублів.